# María de Santo Domingo
Suor María de Santo Domingo, conosciuta come la Beata de Piedrahíta (Aldeanueva de Santa Cruz, 1485 circa – 1524 circa), è stata una religiosa e mistica spagnola, appartenente all'Ordine domenicano.
Di lei e delle sue opere non si hanno molte notizie, ma si conosce l'opera mistica Oración y contemplación.